# Olchváry Zsuzsa
Olchváry Zsuzsa (Dani Jánosné) (Temesvár, 1929. december 5. –) erdélyi magyar műfordító, könyvtáros.

## Életútja
Középiskolai tanulmányait (1941-49) szülővárosában végezte. Egy évig (1949-50) a Bolyai Tudományegyetem francia szakos hallgatója, majd a Babeș Egyetemen folytatja tanulmányait. 1953-ban államvizsgázik. 1959-84 között, nyugdíjazásáig a kolozsvári Központi Egyetemi Könyvtárban könyvtáros.

## Munkássága
Első közlése Constantin Mille Dinu Milian című regénye egy részletének fordítása A régi iskola (Szemelvények a hajdani iskola életéből. Ifjúsági Kiadó, 1956) című irodalmi antológiában Dani Zsuzsanna néven.
Önálló fordításai: 
- Hedi Hauser: Aprócseprő Jánoska elindul világot látni (1957)
- Popa Magdalena: A nagy játék (1957)